# Túnel Prefeito Marcello Alencar
O Túnel Prefeito Marcello Alencar, também conhecido como Túnel da Via Expressa, é um túnel urbano que atravessa subterraneamente os bairros do Centro, da Gamboa e da Saúde, situados na Zona Central da cidade do Rio de Janeiro. Com 3.382 metros de extensão, é o maior túnel subterrâneo do país, permitindo a ligação da Ponte Rio–Niterói e da Avenida Brasil com o Aterro do Flamengo.
Foi inaugurado em 19 de junho de 2016 após 3 anos e 8 meses de obras. O túnel foi construído no âmbito do Porto Maravilha, uma operação urbana que visa revitalizar a Zona Portuária do Rio de Janeiro. Sua função é escoar o tráfego da Avenida Alfred Agache até a Avenida Rodrigues Alves e vice-versa.
O nome Túnel Prefeito Marcello Alencar é uma homenagem a Marcello Alencar, ex-prefeito da cidade do Rio de Janeiro e ex-governador do estado do Rio de Janeiro. Falecido em 10 de junho de 2014, foi responsável pela construção da Via Light e pela privatização de uma série de empresas estatais, a exemplo do Banco do Estado do Rio de Janeiro (BANERJ).

## História

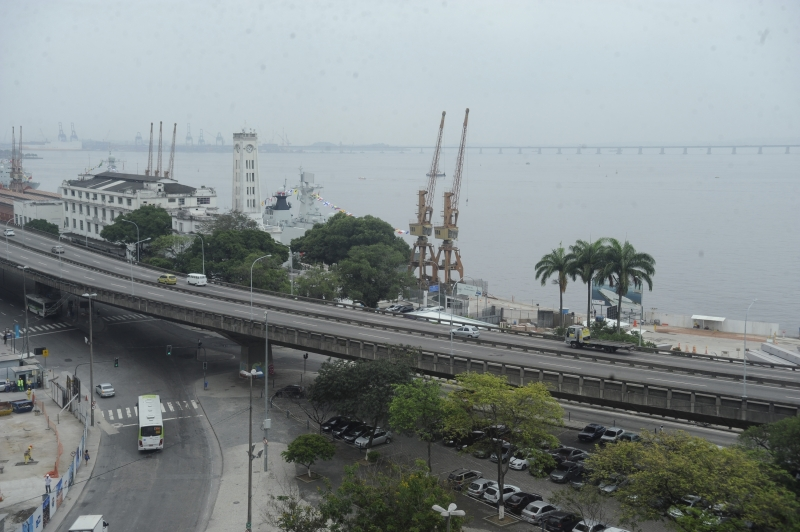
Elevado da Perimetral, demolido em virtude da revitalização da Zona Portuária do Rio de Janeiro.

Pouco tempo após assumir o cargo de prefeito do Rio de Janeiro, Eduardo Paes planejara, em 2010, demolir parte do Elevado da Perimetral, substituindo-o por um mergulhão, como parte das obras do Porto Maravilha. Todavia, no dia 24 de novembro de 2011, o prefeito anunciou que o elevado seria demolido em sua totalidade e não apenas um trecho. Também foi anunciada a construção de um túnel que iria substituir a Perimetral em conjunto com a Avenida Rodrigues Alves.
Em 20 de outubro de 2012, teve início a construção do túnel, inicialmente chamado de Túnel da Via Expressa, a partir de uma detonação feita com a finalidade de abertura de um poço de serviço. O Elevado da Perimetral, substituído pelo túnel, foi fechado definitivamente em 2 de novembro de 2013, permitindo o início de sua demolição e o prosseguimento das obras do túnel. No dia 19 de agosto de 2015, por decreto do prefeito Eduardo Paes, o túnel passou a se chamar Túnel Prefeito Marcello Alencar em homenagem ao ex-prefeito Marcello Alencar, falecido no ano anterior.
A Galeria Continente foi inaugurada em 17 de junho de 2016 pelo prefeito Eduardo Paes. Já a Galeria Mar foi inaugurada em 21 de julho de 2016, pouco mais de 30 dias após a 1ª galeria, também pelo prefeito.

## Características

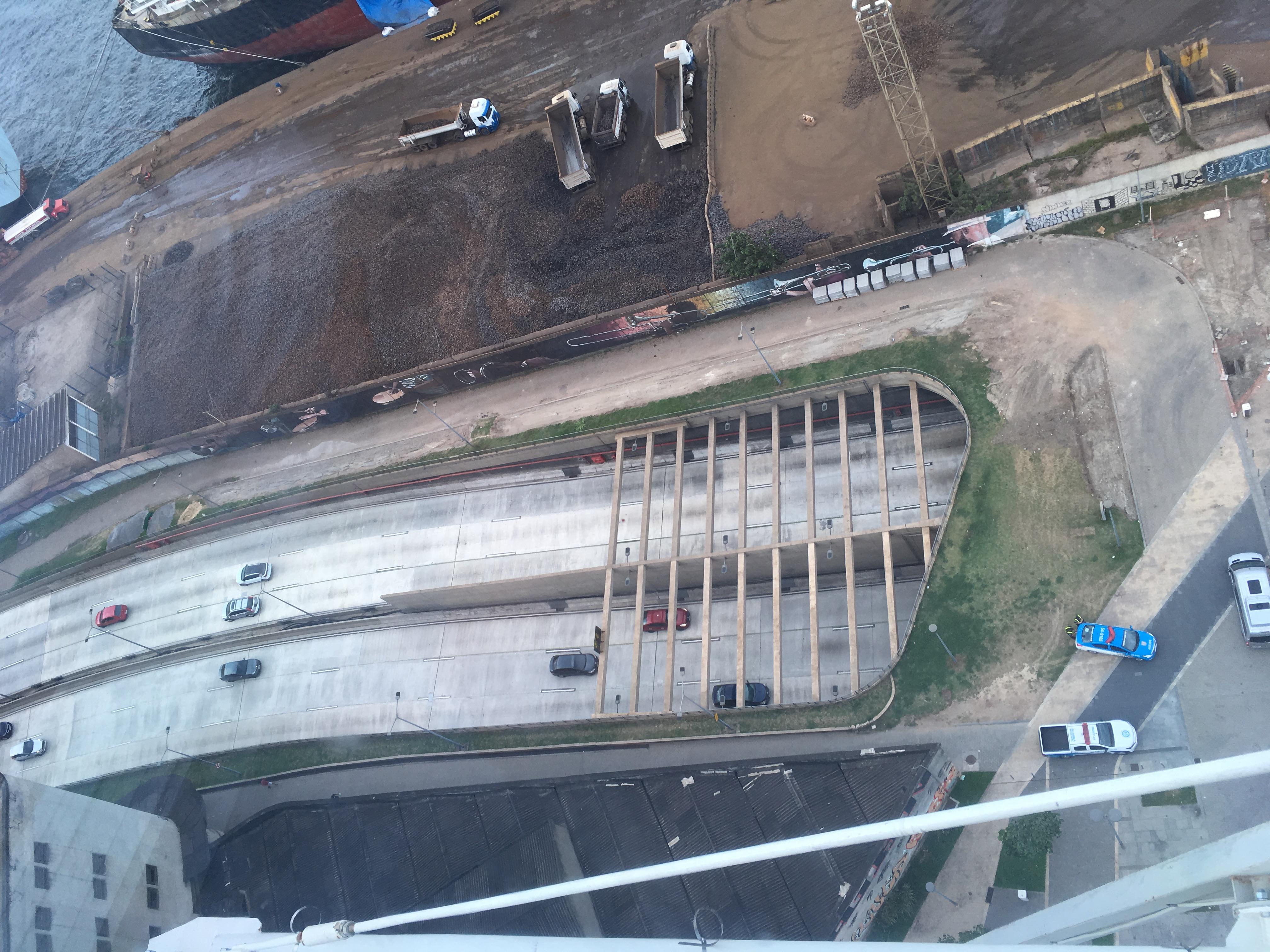
O acesso da avenida Rodrigues Alves, visto a partir da roda-gigante Rio Star.

O túnel estende-se por cerca de 3.382 m, entre a Rua Rivadávia Corrêa e a Avenida Alfred Agache. O Túnel Prefeito Marcello Alencar tem por função escoar o tráfego proveniente da Avenida Rodrigues Alves até o Aterro do Flamengo e vice-versa, sendo fundamental para a ligação da Zona Sul do Rio de Janeiro com a Zona Norte da cidade e com outros municípios do estado do Rio de Janeiro.
O túnel possui duas galerias destinadas ao tráfego de veículos, cada uma contendo três faixas. A galeria no sentido Caju, batizada de Mar, possui 3.382 metros de extensão. Já a galeria no sentido contrário, Zona Sul, foi batizada de Continente e é um pouco menor em comprimento, com 3.370 metros de extensão.